# Umskije Dwory
Umskije Dwory (ros. Умские Дворы) – wieś (ros. деревня, trb. dieriewnia) w zachodniej Rosji, w sielsowiecie wierchniechotiemlskim rejonu fatieżskiego w obwodzie kurskim.

## Geografia
Miejscowość położona jest nad ruczajem Umskij w dorzeczu Usoży, 3 km od centrum administracyjnego sielsowietu (Wierchnij Chotieml), 10 km na południowy wschód od centrum administracyjnego rejonu (Fatież), 34 km na północny zachód od Kurska, przy drodze magistralnej (federalnego znaczenia) M2 «Krym» (część trasy europejskiej E105).
We wsi znajduje się 38 posesji.
Klimat
Miejscowość, jak i cały rejon, znajduje się w strefie klimatu kontynentalnego z łagodnym ciepłym latem i równomiernie rozłożonymi opadami rocznymi (Dfb w klasyfikacji klimatów Köppena).

## Demografia
W 2010 r. wieś zamieszkiwało 50 osób.